# الدوري التايلاندي الممتاز 2001-02
الدوري التايلاندي الممتاز 2001-02 (بالتايلندية: จีเอสเอ็มไทยลีก ฤดูกาล 2544/45)‏ هو الموسم 6 من الدوري التايلاندي الممتاز. كان عدد الأندية المشاركة فيه 12، وفاز فيه نادي بوليس تيرو.